# East Riding County League
De East Riding County League is een Engelse regionale voetbalcompetitie en werd in 1902 opgericht. Er zijn 6 divisies en de Premier Division bevindt zich op het 14de niveau in de Engelse voetbalpyramide. De league is leverancier voor de Humber Premier League.